# مردی با کت و شلوار مشکی
«مردی با کت و شلوار مشکی» داستانی کوتاه ترسناک از نویسنده آمریکایی استیون کینگ است که در شماره ۳۱ اکتبر ۱۹۹۴ مجله نیویورکر منتشر شد.
در سال ۱۹۹۵، برنده جایزه جهانی فانتزی و جایزه O. Henry برای بهترین داستان کوتاه شد.
استیون کینگ همچنین اظهار داشت که این ماجرا از روزی که دوستش به او گفت در آن پدربزرگ این دوست در قالب یک مرد عادی با خود شیطان رو در رو شده بود، تکامل یافت. این فیلم در سال ۲۰۰۴ توسط نیکلاس ماریانی به یک فیلم کوتاه با همین عنوان اقتباس شد.

## خلاصه داستان
«مردی با لباس سیاه» داستان گری، پسربچه‌ای نه ساله را بازگو می‌کند که چندی پیش برادرش بر اثر نیش زنبور عسل درگذشت. یک روز، گری برای ماهیگیری به کنار رودخانه می‌رود و او خوابش می‌گیرد. هنگامی بیدار می‌شود؛ یک زنبور عسل که در لبه بینی او نشسته‌است و وحشت اورا در خود قوطه ور می‌کند. اگرچه گری اندازه برادرش در حساسیت به زنبوران عسل حساسیت ندارد، اما او بسیار می‌ترسد. ناگهان، او صدای کف زدن را می‌شنود و جسم بی‌جان زنبور را بر روی پیراهنش می‌بیند. می‌چرخد و به پشت نگاه می‌کند، گری مردی را می‌بیند که با چشمانی سرخ‌رنگ و آتشین به او خیره شده‌است.
این مرد با کت و شلواری سیاه، پوستی کم رنگ و انگشتانی مانند پنجه حیوان وحشی دارد. هنگام پوزخند، دهان او دندان‌های وحشتناک کوسه مانند خود را نشان می‌دهد. مرد - که بوی بدنش بوی سر کبریت سوخته می‌دهد - چیزهای وحشتناکی به گری می‌گوید: اینکه مادرش وقتی او خواب بود مرده‌است و پدرش قصد دارد او را آزار دهد، او (آن مرد) قصد دارد او را بخورد.
در ابتدا، گری او را باور نمی‌کند. با این حال، او به زودی متوجه می‌شود که این مرد در واقع شیطان است. با پرتاب ماهی ای -که صید کرده بود-به سمت مرد، فرار می‌کند. با این حال، مرد با کت و شلواری ماهی را کامل می‌بلعد و گری را تا حومه جنگل تعقیب می‌کند. وقتی گری فکر می‌کند او را گم کرده‌است؛ مرد را درست پشت سر خود می‌بیند. میله ماهیگیری خود را به سمت مرد پرتاب می‌کند، گری به جنگل می‌دود. در خانه، گری پدرش را پیدا می‌کند و دربارهٔ آنچه که هنگام رفتن به ماهیگیری اتفاق افتاده دروغ می‌گوید. گری ادعای این مرد را تا دیدن مادرش در آشپزخانه باور می‌کند. گری متوجه می‌شود که نکاتی که مرد گفت نادرست بوده‌است. حتی در این صورت، او تا آخر عمر طولانی خود را از این ماجرا آزار می‌دهد.
داستان توسط گری روایت می‌شود و از منظر او به عنوان یک پیرمرد به عقب نگاه می‌کند. با نزدیک شدن به پایان داستان، می‌فهمیم که او از فکر نزدیک شدن به مرگ و احتمال برخورد دوم با مرد سیاه‌پوش ترسیده‌است. گری می‌داند که در سنین پیری قادر به گول‌زدن وی یا پیشی گرفتن از او نخواهد بود.

## اقتباس‌ها
این کتاب در سال ۲۰۰۴ با ایفای نقش جان وینر در نقش اصلی به یک فیلم کوتاه اقتباس شد.